# Никола Јовановић (глумац)
Никола Јовановић (Београд, 10. фебруар 1939 — Београд, 20. март 2015) био је српски глумац.

## Филмографија
| Год.       | Назив                         | Улога                        |
| ---------- | ----------------------------- | ---------------------------- |
| 1960-е     |                               |                              |
| 1964.      | Марш на Дрину                 | Веселин Веца Хаџи-Вуковић    |
| 1969.      | Обично вече                   | столар                       |
| 1970-е     |                               |                              |
| 1970.      | Ђидо                          | момак                        |
| 1971.      | Дипломци                      | доктор права                 |
| 1971.      | Дон Кихот и Санчо Панса       |                              |
| 1972.      | Розамунда                     |                              |
| 1974.      | Отписани                      | Франк                        |
| 1976.      | Два другара                   | Командант омладинске бригаде |
| 1977.      | Више од игре                  | Докторов брат                |
| 1978.      | Повратак отписаних            | Јанко                        |
| 1979.      | Тренуци слабости              |                              |
| 1979.      | Сумњиво лице (ТВ)             | Јоса пандур                  |
| 1980-е     |                               |                              |
| 1980.      | Било, па прошло               |                              |
| 1980.      | Врућ ветар                    | Брка                         |
| 1980.      | Приповедања Радоја Домановића | Милан Милановић              |
| 2000-е     |                               |                              |
| 1981.      | Последњи чин                  | Милић Бошковић               |
| 2001.      | Породично благо               | службеник на паркингу        |
| 2002.      | Породично благо 2             | продавац ордења на пијаци    |
| 2004.      | Јелена                        | Никола Деспотовић            |
| 2007-2008. | Сељаци                        | Деда Раде                    |